# Peter and the wolf
Peter and the wolf är ett album med David Bowie som berättarrösten till Sergej Prokofjev symfoniska verk Peter och vargen. Albumet, som berättas som en saga, är huvudsakligen ämnat för barn. Albumet gavs ut i Tyskland den 12 maj 1978. Det återutgavs som CD-skiva 1983 och 1992. På 1992 års återutgivning är Nötknäpparsviten tillagd.

## Låtlista
1. Peter and the Wolf, op 67 (Sergej Prokofjev)
2. Young Person's Guide to the Orchestra, op 34 (Benjamin Britten)

## Medverkande
- David Bowie - Berättare (endast låt nr 1)
- Eugene Ormandy - Dirigent
- The Philadelphia Orchestra

### Producent
- Jay David Sachs